# 20-та кінопремія Голлівуду
20-та щорічна кінопремія Голлівуду відбулась 6 листопада 2016 року. Переможці були оголошені 28 жовтня 2016 року. Актор Едді Мерфі отримав почесну нагороду за кар'єрні досягнення під час церемонії. Англійський актор Джеймс Корден був обраний ведучим.

## Список лауреатів
| Категорія                       | Лауреат                                                                                  |
| ------------------------------- | ---------------------------------------------------------------------------------------- |
| Найкращий продюсер              | • Марк Платт — «Біллі Лінн: Довга перерва посеред бою», «Дівчина у потягу», «Ла-Ла Ленд» |
| Найкращий режисер               | • Мел Гібсон — «З міркувань совісті»                                                     |
| Найкращий актор                 | • Том Генкс — «Саллі» (за роль капітана Чеслі «Саллі» Салленбергера)                     |
| Найкраща акторка                | • Наталі Портман — «Джекі» (за роль Жаклін Кеннеді Онассіс)                              |
| Найкращий актор другого плану   | • Г'ю Грант — «Флоренс Фостер Дженкінс» (за роль Сейнт-Клера Бейфілда)                   |
| Найкраща акторка другого плану  | • Ніколь Кідман — «Лев» (за роль Сью Брірлі)                                             |
| Найкращий комедійний актор      | • Роберт де Ніро — «Комедіант» (за роль Джекі Берка)                                     |
| Найкращий акторський прорив     | • Наомі Гарріс — «Місячне сяйво» (за роль Паули) / «Прихована краса» (за роль Меделін)   |
| Найкращий новий актор           | • Лілі Коллінз — «Правила не застосовуються» (за роль Марли Мабрі)                       |
| Найкращий акторський склад      | • Золото                                                                                 |
| Найкращий режисерський прорив   | • Том Форд — «Нічні тварини»                                                             |
| Найкращий сценарист             | • Кеннет Лонерган — «Манчестер біля моря»                                                |
| Найкращий блокбастер            | • Книга джунглів                                                                         |
| Найкраща пісня                  | • Джастін Тімберлейк — «Can't Stop the Feeling!» (фільм «Тролі»)                         |
| Найкращий документальний фільм  | • Перед потопом (фільм, 2016)                                                            |
| Найкращий анімаційний фільм     | • Зоотрополіс                                                                            |
| Найкращий оператор              | • Лінус Сандгрен — «Ла-Ла Ленд»                                                          |
| Найкращий композитор            | • Майкл Данна — «Біллі Лінн: Довга перерва посеред бою», «Лелеки»                        |
| Найкращий монтажер              | • Джон Гілберт — «З міркувань совісті»                                                   |
| Найкращі візуальні ефекти       | • Річард Блафф, Стефан Черетті — «Доктор Стрендж»                                        |
| Найкращий звук                  | • Крістофер Бойєс, Френк Юлнер — «Книга джунглів»                                        |
| Найкращий дизайн костюмів       | • Альберт Вольські — «Правила не застосовуються»                                         |
| Найкращий грим та зачіски       | • Норіко Вазтанабе, Анжела Конте, Бек Тейлор, Шейн Томас — «З міркувань совісті»         |
| Найкращий виробничий дизайн     | • Він Томас — «Приховані фігури»                                                         |
| Нагорода «У центрі уваги»       | • Жанель Моне — «Приховані фігури»                                                       |
| Нагорода за кар'єрні досягнення | • Едді Мерфі                                                                             |